# Avicii
Tim Bergling, művésznevén Avicii (Stockholm, 1989. szeptember 8. – Maszkat, 2018. április 20.) svéd zenész, lemezlovas, zenei producer. Két alkalommal jelölték Grammy-díjra: elsőként 2012-ben a David Guettával közösen készített Sunshine című daláért, majd 2013-ban Levels című felvétele kapott jelölést a „legjobb dance felvétel” kategóriában. Diszkográfiájában olyan híres dalok találhatók, mint az I Could Be the One (Nicky Romeróval), a Wake Me Up, a You Make Me, az X You, a Hey Brother, az Addicted to You, a The Days, a The Nights, a Levels, a Waiting for Love, a Without You, a Lonely Together és a Heaven. Első stúdióalbuma 2013-ban jelent meg True címmel, mellyel kiérdemelte a zenei kritikusok dicséretét. A lemez több mint tizenöt országban került be az albumlisták Top 10-es mezőnyébe, valamint Ausztráliában, Svédországban, Dániában és az Egyesült Államokban listavezető volt. 2015-ben kiadta második, Stories című nagylemezét. 2017. augusztus 10-én Avīci (01) címmel középlemezt jelentetett meg.
Felvételei által Avicii a világ egyik legismertebb lemezlovasává nőtte ki magát az évek során. A DJ Mag zenei folyóirat lemezlovas-ranglistáján 2012-ben és 2013-ban egyaránt a harmadik helyre sorolták. 2016 augusztusában egészségügyi okokra hivatkozva visszavonult a turnézástól. 2018. április 20-án hunyt el Omán fővárosában, Maszkatban.

## Művésznevei
Tim Bergling egyaránt ismert az Avicii, Tim Berg és a kezdetek kezdetén Tom Hangs (Blessed, Dancing in my head) művészneven is. Az „Avicii” névről a következőket mondta:

„Avici Dante poklához hasonlít, ez a pokol legmélyebb szintje a buddhizmus szerint. Egy barátom mesélt róla, és megragadt a fejemben. Amikor először kerestem nevet a MySpace oldalamhoz, valahogy „bedőltem” ennek a névnek. Már kipróbáltam néhány másik nevet is, de mind foglalt volt. Így lett végül „Avicii”, ami később aztán igazán hozzám kapcsolódott.”

– Tim Berg

## Munkássága
Avicii 18 évesen, 2008-ban bukkant fel az elektronikus zenei iparban, amikor elkészítette a Lazy Jones nevű Commodore 64 videójáték főcímdalának remixét. Ez volt az első szerzeménye, mely a Strike Recordings-nál megjelent, „Lazy Lace” címmel.
2010-ben megjelent egy közös munkája a svéd dj-vel, John Dahlbäckkal, amely a „Don't Hold Back” címet viselte. Továbbá olyan neves előadókkal dolgozott együtt, mint Dj. Tiësto és Sebastian Ingrosso.
2010 októberében leszerződött az EMI lemezkiadó vállalattal.
A ”Bromance” című kislemeze 1. lett a Belga kislemez toplistán, és 16. helyezést ért el hazájában, a svéd toplistán. A nem sokkal később megjelent dalszöveges verzió -mely a ”Seek Bromance” nevet viseli – felért a brit kislemez toplista csúcsára, valamint első lett a Beatport webáruház eladási listáján is. További kislemezei: ”My Feelings for You”, ”Street Dancer”, ”Tweet It”.
2010-ben az elektronikus zenei orientáltságú brit DJ Mag magazin Top 100 lemezlovas szavazásán a 39. helyet szerezte meg. 2011-ben ugyanezen a listán már az előkelő 6. helyen áll 2012-ben pedig a 3. helyre tört fel, amit 2013-ban megtartott.
Avicii és Conrad Sewell készítették a Coca Cola ma is ismert zenéjét, a "Taste the Feeling"-et.

### Turnék
2010-ben Avicii megkezdte első világ körüli turnéját, elsősorban észak-amerikai és nyugat-európai állomásokkal.
Észak-Amerikában fellépett többek között a következő helyeken: Club Glow (Washington D. C.), SET és Nikki Beach (Miami), Pacha (New York), Electric Zoo Festival (New York), Electric Daisy Carnival (Los Angeles), Ruby Skye (San Francisco), Wet Republic's Daylife (Las Vegas)
Európában az alábbi helyeken lépett fel: Club Mansion (London), Space (Ibiza), Monaco International Clubbing Show (Monaco), Fabulous Festival (Hollandia), Ms Connexion (Mannheim), Aquarius Zrće (Zágráb), La Dune (Toulouse), Illusions (Csehország), Mach 1 (Nürnberg), Tomorrowland (Belgium), Exit Festival (Szerbia), Master Card Balaton Sound (Magyarország).

## Magyarországon
Avicii a "For A Better Day" és "Pure Grinding" című klipjét Magyarországon forgatta. Előbbi több részét a fóti szemétdomb melletti réten és a homokbányában, valamint a Kelenföldi Erőmű területén készítették, míg utóbbiét részben az etyeki Korda Filmstúdióban forgatták.

## Egészségi problémák és halála
Avicii évek óta küzdött egészségi problémákkal, amelyeket a növekvő népszerűsége miatt túlhajszolt életmódja is súlyosbított. A 2008−2014 közötti folyamatos turné 725 fellépése megviselte a szervezetét. 2016-ig összesen 813-szor adott koncertet. Alkoholfüggősége következtében heveny hasnyálmirigy-gyulladást diagnosztizáltak nála, illetve 2014-ben eltávolították az epehólyagját és a vakbelét is. 2016-ban, a karrierjének csúcsán több fellépését az egészségi állapotára hivatkozva le kellett mondania, majd végérvényesen visszavonult a turnézástól.
2018. április 20-án holtan találtak rá Omán fővárosában, Maszkatban. Avicii családjának április 26-án megjelent közleménye ugyan nem erősíti meg az öngyilkosságot, tartalma azonban arra utal, hogy a lemezlovas saját maga vetett véget életének: „Tim érzékeny srác volt, aki imádta a rajongóit, de kerülte a rivaldafényt. Sokat küzdött a gondolataival az életről és a boldogságról, de egy idő után már nem bírta tovább, békére akart lelni.” – áll a család nyilatkozatában. Május 1-jén hivatalossá vált, hogy Avicii öngyilkosságot követett el: ereit egy törött üveggel vágta fel, majd belehalt a súlyos vérveszteségbe.
Temetése 2018. június 10-én, szűk családi körben, a nyilvánosság kizárásával történt. A világörökség részeként számon tartott stockholmi Skogskyrkogårdenben helyezték örök nyugalomra.

## Diszkográfia

### Stúdióalbumok
- True (2013)
- Stories (2015)
- Tim (2019) (posztumusz album)

## Fordítás
- Ez a szócikk részben vagy egészben  az   Avicii című angol Wikipédia-szócikk fordításán alapul.  Az eredeti cikk szerkesztőit annak laptörténete sorolja fel. Ez a jelzés csupán a megfogalmazás eredetét és a szerzői jogokat jelzi, nem szolgál a cikkben szereplő információk forrásmegjelöléseként.